# Panesthia saussurei
Panesthia saussurei är en kackerlacksart som beskrevs av Carl Stål 1877. Panesthia saussurei ingår i släktet Panesthia och familjen jättekackerlackor. Inga underarter finns listade i Catalogue of Life.